# KYW (Hörfunksender)
KYW („KYW Newsradio 1060“) ist eine Newsradio-Station aus Philadelphia, Pennsylvania. Sie ist eine der ältesten Radiostationen in den USA und nahm 1920 ihren Betrieb auf und wurde ursprünglich in Chicago lizenziert. KYW sendet mit 50 kW als Clear Channel Station auf 1060 kHz und ist nachts an der gesamten Ostküste der USA zu empfangen.
Seine Studios hat KYW im Zentrum von Philadelphia, während der Sender und die Sendemasten, ein zweimastiges gerichtetes Antennen-Array, in Lafayette Hill stehen. Der Sender gehört der CBS Corporation. CBS plant für 2017 alle seine sechs Radiostationen in Philadelphia zu verkaufen. Neben KYW gehören dazu WOGL 98.1-FM, die Country Station WXTU-FM 92.5 FM und der Sport/Talk Sender WIP, genauso wie die Pop Station WAMP-FM und das Talkradio WPHT 1210-AM.
KYW sendet rund um die Uhr neben dem analogen Signal auch in HD-Radio. Der Schwestersender WIP-FM (UKW 94,1 MHz in Philadelphia) sendet das Programm von KYW auf seinem HD Kanal 2.

## Geschichte
KYW startete in Chicago am Armistice Day, den 11. November 1921 seinen Sendebetrieb als siebte Radiostation in den USA. Nach Rechtsstreitigkeiten wegen Interferezprobleme mit anderen Sendern beantragte sie Station 1932 einen Umzug nach Philadelphia. In 1934 zog KYW mit neuem Sender in das Whitemarsh Township. 1938 waren die neuen Studioräume fertig gestellt. Dazu gehörte ein großer Sendesaal für öffentliche Veranstaltungen.
1955 tauschte der Eigentümer Westinghouse seine Radiostationen KYW und WPTZ mit dem NBC Konzern gegen die Fernsehstationen WNBK-TV und den Radiosender WTAM-AM/FM und 3 Millionen USD in cash. Das Rufzeichen KYW wurde nach Cleveland verlagert und das Sendegebäude in Philadelphia in "NBC Building" umbenannt. Kurz nach dem Deal nahmen die Behörden eine Überprüfung des Geschäftes vor, worauf eine fast 10-jährige Untersuchung folgte die schließlich zur Rückgabe von KYW TV und KYW AM an Westinghouse im Jahre 1965 führten.
Im Dezember 1986 begann KYW mit der Ausstrahlung in AM-Stereo unter Verwendung des C-QUAM-Systems. Das AM-Stereo-Signal wurde 1998 wieder abgeschaltet.
Seit 1995 gehört KYW zu CBS Radio. Im September 2007 begann KYW mit der Ausstrahlung in HD Radio.